# Silezische triptiek
De Silezische tryptiek is een compositie van Witold Lutosławski. Het kan gezien worden als een werk dat voortvloeide uit de ban van diens Symfonie nr. 1. Het drieluik bestaat uit drie aangepaste volksliedjes uit Silezië en klinkt dus niet zeer modern binnen de klassieke muziek van de 20e eeuw. Het werk werd voor het eerst uitgevoerd op 13 april 1951 in Warschau.
In 1954 keerde de componist terug naar eenzelfde thema met Vier Silezische liederen voor vier violen.
De deeltjes van de triptiek worden aangeduid met:
1. Oj, mi sie owiesek (o, ik zie het graan groeien)
2. Ich, w tej studni (de klank van water)
3. Kukoleczka kuko (de koekoek zingt).

Het is geschreven voor:
- sopraan
- 1 piccolo, 2 dwarsfluiten (II ook piccolo), 2 hobo’s (2 ook althobo), 3 klarinetten (III ook basklarinet),  2 fagotten
- 4 hoorns, 3 trompetten, 3 trombones, 1 tuba
- pauken,  3 man/vrouw percussie, 1 harpen,  celesta
- violen, altviolen, celli, contrabassen

## Discografie
- Uitgave Naxos: Olga Pasiecznik met het Pools Nationaal Radio-Symfonieorkest o.l.v. Antoni Wit
- Uitgave Chandos: Lucy Crowe met het BBC Symphony Orchestra o.l.v. Edward Gardner